# Frontera entre Etiòpia i el Sudan del Sud
La frontera entre Etiòpia i el Sudan del Sud és una línia terrestre que separa el Sudan del Sud de l'Etiòpia. S'estén per 883 km, des del trifini d'ambdós països amb el Sudan a la vila de Begi fins al trifini d'ambdós països amb Kenya, al triangle d'Ilemi. Amb el independència del Sudan del Sud en 2011, aquesta línia succeeix a la frontera entre Etiòpia i Sudan, la demarcació de la qual no està conclosa. Hi ha hagut converses entre Sudan i Etiòpia en el sentit de finalitzar el procés, iniciades en 2001. Algunes d'aquestes iniciatives foren condemnades per l'oposició etíop.
Des de 2011 és una zona insegura, amb escaramusses esporàdiques entre l'exèrcit etíop i les forces separatistes del Front d'Alliberament Oromo (OLF). L'agost de 2017 hi ha hagut enfrontaments a la frontera entre les tropes del govern del Sudan del Sud i els rebels del Moviment Popular d'Alliberament del Sudan en Oposició (SPLM-IO) al voltant de la ciutat de Pagak.